# レクサス・SC

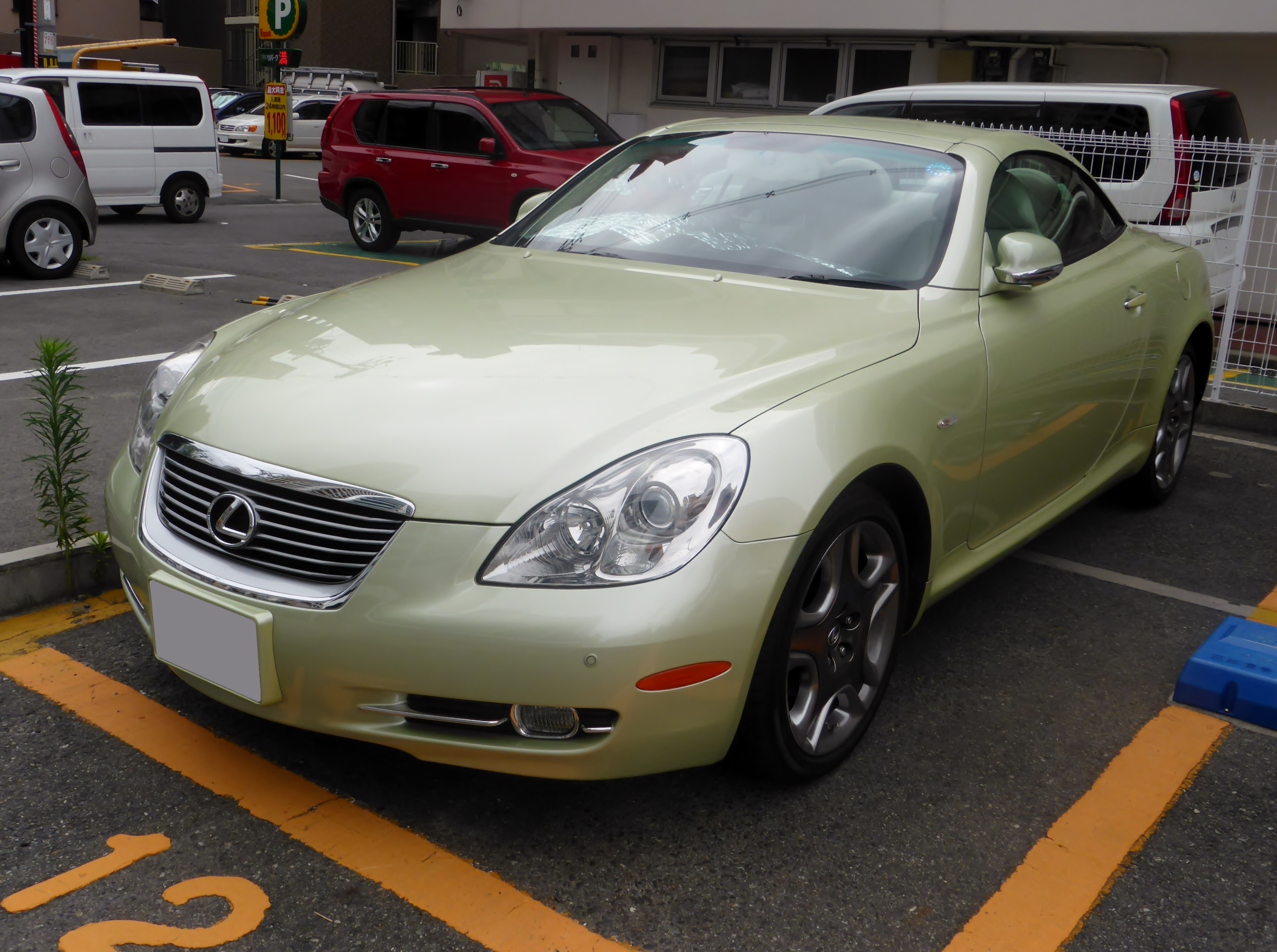
2代目モデル

SC（エスシー、Lexus SC）は、トヨタ自動車が展開する高級車ブランド「レクサス」から、1991年から2010年にかけて販売されていたクーペ（初代モデル）、もしくはコンバーチブル（2代目モデル）である。

## 概要
1991年、北アメリカにおいて発売されたクーペが初代モデルであり、2001年に発売された2代目モデルはコンバーチブル仕様となった。
いずれのモデルも日本ではトヨタブランド（トヨタ店・トヨペット店）から「トヨタ・ソアラ」の3代目、4代目モデルとして販売され、2005年8月のレクサス国内開業時に日本でも「レクサス・SC」に車名が変更された。
2010年7月末をもって生産終了となり、後継モデルの有無についてその時点でレクサスから公式の発表はなかったが、2014年10月にはレクサス・RCと、そして2017年3月にはレクサス・LCと、それぞれ事実上の後継車となる2車種の4人乗り2ドアクーペが発売された。

## 初代（1991年 - 2001年）
1989年に北米で開業したレクサスブランドで初めてのクーペとして開発され、1991年に「SC400」（LS400と同じ4.0L V型8気筒1UZ-FE型エンジンを搭載）、1992年に「SC300」（GS300と同じ3.0L 直列6気筒2JZ-GE型エンジンを搭載）が、それぞれ発売された。デザインはカリフォルニア州のデザインセンター「CALTY」によるもの。
北米市場での評価は極めて高く、1992年にモータトレンド（Motor Trend）誌主催の「インポートカー・オブ・ザ・イヤー」を受賞、カーアンドドライバー（Car and Driver）誌の「テン・ベストカー」に1992年から4年連続で選出された。これにより日本では1992年（平成4年）7月に2.5GTツインターボをベースとした特別仕様車『米国カーオブザイヤー受賞記念車』が発売された。
1998年、エンジンに可変式バルブ（VVT-i）を搭載。「SC400」に5速ATが採用され、「SC300」の5速MTモデルは廃止された。
グレードによって後継車が異なり、V8搭載の上級グレード「SC400」は2代目SC430（後のレクサス・LC)が、直6搭載の下級グレード「SC300」は2014年10月発売のレクサス・RCがそれぞれのポジションを受け継いでいる。

## 2代目 （2001年 - 2010年）

### 車両概要
2代目モデルは自動開閉式のアルミ製ハードトップを持つクーペカブリオレとなり、1999年の東京モーターショーでプロトモデルとなる「レクサス・スポーツクーペ」がワールドプレミアとなり、2000年のパリサロンで市販仕様車が公開された。2001年に正式発売。日本では同年、同型モデルが「トヨタ・ソアラ」の4代目モデルとして発売された。
初代とは異なり、デザインは欧州と日本で行われている（初代ヴィッツのエクステリアデザインを手がけたソティリス・コヴォスの原案をもとにデザインされた）。乗車定員は4名であるが、多くの高級オープンカー同様に後部座席は狭小であり着座には適さない。ラゲージスペースはルーフオープン状態でも、ゴルフバック一個を収めることができる。
自動開閉式のハードトップは、当時、世界初となるすべての駆動を電気モーターによって行うタイプで、小型モーターを10個搭載している。
自動開閉のルーフという複雑な機構を持つ一方で、性能・品質面での信頼性も確保しており、市場調査会社JDパワーによる米国自動車初期品質調査（IQS)では、2004年、2005年と2006年にプレミアム・スポーティー部門の第1位を獲得しているほか、米国自動車耐久品質調査（VDS）では、2006年、2007年、2008年と2009年にプレミアム・スポーティー部門の第1位を獲得している。

### 日本での販売
2001年よりトヨタ・ソアラの4代目モデルとしてトヨタブランドから発売されていた当モデルであったが、2005年8月、日本でのレクサスブランド開業に伴って「ソアラ」の名称は廃止。マイナーチェンジを行ったうえで世界市場と共通の「SC」に改められることとなった。目標月間販売台数は100台と発表された。
マイナーチェンジ（2005年）
前述のように、マイナーチェンジで2006年モデルに移行。レクサスへの移行に伴って、従前はオプション装備であったカーナビゲーションシステムや「マークレビンソン・プレミアムサラウンドシステム」が標準装備化されたほか、メーカー保証などのアフターサービスやコンシェルジュサービスなどの各種サービス・品質基準向上分などが付加されたため、価格はソアラ時代より上昇したが、販売台数も増加した。
エクステリアデザインは、GS（3代目）やIS（2代目）にも採用されたレクサスの共通新デザインコンセプト「L-finesse」（エル・フィネス）を一部に取り入れるかたちでリニューアルされ、それら新世代レクサス車と共通のイメージを持たせた。新デザインとなったフロントグリルなどにそれが見受けられる。また、リアコンビネーションランプもLEDを採用した新デザインのものへ変更。ヘッドライトも、自車の進行角度を明るく照らす「インテリジェントAFS」を搭載した。ボディカラーも全11色となって他のレクサス車（GS・ISなど）にも採用された斬新な色も取り入れられるなど、それまでのソアラのイメージを払拭。その後の2009年モデルでは一部カラーの差し替えが行なわれた。
エンジンはソアラと同じく3UZ-FE型）のみ。最高出力などのスペックに変更はないが、マイナーチェンジに伴いATは5速から6速へ変更し、シーケンシャルシフトマチック化されている。シャシーはフロアの板厚アップなど随所に補強が加えられたことで、前期型より捩り剛性を40%以上向上させ、オープンボディ独特のボディ剛性の弱さを解消した。また、サスペンションは新型のモノチューブダンパーを採用するなど、剛性が向上したボディに合わせてチューニングされた。タイヤ・ホイールのサイズは前期型（ソアラ）と同じく18インチだが、ホイールのデザインを変更。またホイールカバー（メタルフィールガーニッシュ）の色調は、サテン調かスモークメッキのいずれかが選択可能になった。スペアタイヤの搭載を省略できるランフラットタイヤも引き続きメーカーオプションで選択可能となっている。
インテリアは、ドアトリムとシート、そして本木目パネルのカラーをそれぞれ選択できるようになった。ドアトリムとシートのカラーは、ブラック・エクリュ・ノーブルレッドが引き続き設定されたほか、サドルタンと代わって新色のキャメルが加えられた。ただし、ノーブルレッド本革とブラック本木目パネルのインテリアは、一部の外装色とは組み合わせが不可能となる。
年次改良（2006年）
ETCとSRSニーエアバッグ（運転席・助手席）を標準装備とし、安全性と利便性を向上させた。
年次改良（2007年）
外板色が一部変更された。
年次改良（2008年）
エクステリアでは、他のレクサス車と同様に新デザインのLEDウインカー内蔵ドアミラーが採用されて他車からの被視認性を向上させた。また、従前はレクサス車で唯一DVD方式であったカーナビゲーションシステムが他車種と同様のHDD方式へ変更されて利便性を大幅に向上させている。また、インテリアでは新たにステッチ色もブラック・エクリュ・ノーブルレッド・キャメル・ブラック&エクリュの5色から指定できるようになり、より幅広くコーディネートすることができるようになった。
年次改良（2009年）
7月30日、事実上の最終生産仕様となる2010年モデルを投入。エクステリアは、ホイールが6本スポークデザインのアルミホイールに変更され、外装色に海外専用モデルとなるレクサス・LXに先行採用されていたブルーマイカメタリック(8U4)を新たに追加し、同時に他のボディカラーも差し替えが行なわれた。

### 特別仕様車
2010年1月20日、トヨタ自動車はSCの生産を同年7月末で終了すると発表した。それに伴い、200台限定販売の特別仕様車"The Eternal Jewel"を発表（3月1日発売開始）。インテリアで14種類のカラーコンビネーションを、エクステリアでもボディとルーフのカラーコントラストが選べる6種類を設定した。この他、シフトゲートに専用のシリアルナンバープレートを装着し、専用の木目オーナメントや専用オーナメント仕様のキー一体マルチファンクションワイヤレスドアロックリモートコントロールを採用した。1981年2月に登場した「トヨタ・ソアラ」から約29年間続いたトヨタ自動車製の大型2ドアラグジュアリークーペ&コンバーチブルモデルは、2017年3月にLCが発売されるまでの約7年間、その歴史に一旦幕を下ろすこととなった。

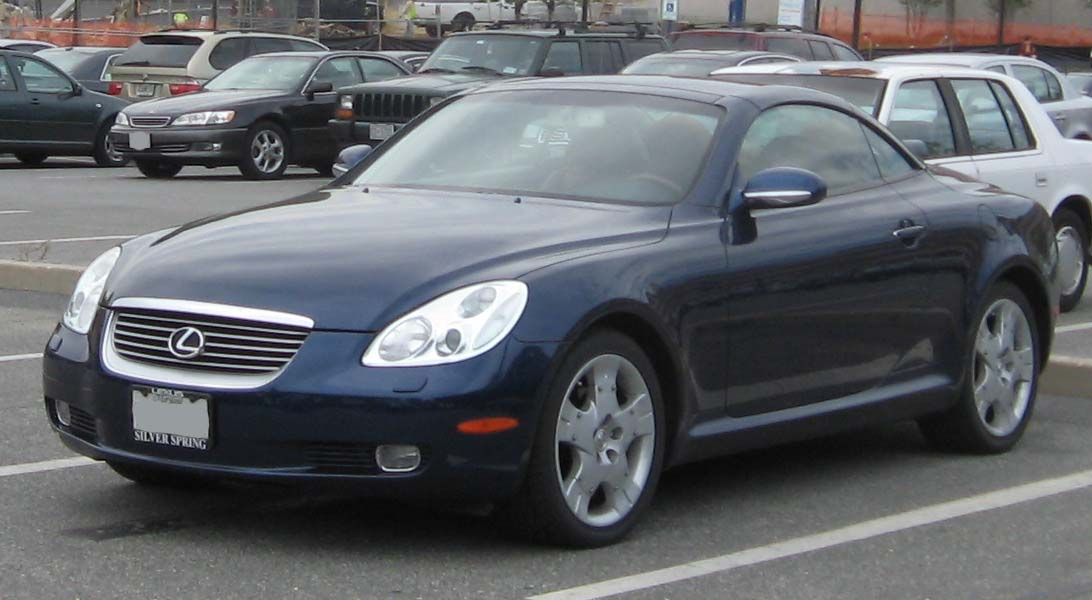
前期型

## モータースポーツ

### サーキット
2006年（平成18年）から2013年（平成25年）までトヨタ・スープラの後継として、SUPER GTに参戦。日本でレクサスブランドの車種がモータースポーツに参戦するのは初めてとなる。エンジンは2008年（平成20年）まではベース車両と同じ3UZ-FEを使用していたが、SUPER GTのレギュレーション変更により、2009年（平成21年）からはフォーミュラ・ニッポン用エンジンをベースとしたRV8KGに変更されている。
鈴鹿サーキットでの開幕戦にてトムスの脇阪寿一/アンドレ・ロッテラー組（オープンインターフェース TOM'S SC430）が優勝、デビューウィンとなった。また、この2人は、2006年シーズンのシリーズチャンピオンの栄冠に輝き、SC430のSUPER GTデビューイヤーチャンピオンを飾った。
また、2007年（平成19年）も同じく鈴鹿サーキットの開幕戦で、セルモの立川祐路/高木虎之介組（ZENTセルモSC430）が優勝、SCに開幕2連覇（スープラ時代も含めると3連覇）をもたらした。
なお、2007年シーズンよりスープラは完全に撤退し、GT500のトヨタワークスのチームはすべてSC430を使用している。そして2009年シーズンからは、GT500のトヨタワークスチームはすべて「チーム・レクサス」の名を冠することになった。SUPER GTで公式にレクサスのブランド名がお目見えするのは、これが史上初となる。その2009年シーズンはトムス・セルモ・クラフトの各チームが1勝ずつし、トムスは最終戦で見事逆転でチャンピオンに輝いた。
2013年にもCERUMOがチャンピオンを獲得。有終の美を飾って、2014年（平成26年）のドイツツーリングカー選手権（DTM）との規格統一に伴うRC Fへとバトンタッチした。

### ドリフト
D1仕様のSC430が東京オートサロン2008に登場、ハチロクの後継として2008年シーズンお台場戦からDRoo-Pより吉岡稔記が乗っている（V8の3UZ-FEから、直4の3S-GTEに載せ替え、エアロはトムスになっている）。
2012年にはフォーミュラ・ドリフトで斎藤大悟がSC430でアメリカチャンピオンに輝いている。

## 車名の由来
- 「SC」の車名は「Sports Coupe」の頭文字に由来する。